# Дукагини
Дукагини е род средновековни феодални владетели в днешна Северна Албания.
Първото сведение за тях е от документ от Дубровник от VII век, споменаващ за техен представител, призоваващ Босна на бунт срещу византийската власт. През април 1423 г. заедно с Коджа Захария и Георги Кастриоти, Дукагини отхвърлят предложението на венецианския адмирал Франческо Бембо за съвместни действия срещу деспот Стефан Лазаревич. 

## По-известни представители
- Пал Дукагини
- Никола Дукагини
- Никола Пал Дукагини
- Лека Дукагини